# Robert Freeman (fotografo)
Robert Freeman (Londra, 5 dicembre 1936 – Londra, 7 novembre 2019) è stato un fotografo e grafico britannico, noto per il suo lavoro con i Beatles per i quali fotografò alcune delle immagini più iconiche, presenti in molte copertine dei loro album.
Freeman fu anche apprezzato fotoreporter lavorando per il quotidiano britannico The Sunday Times: fotografò molte personalità dell'epoca, tra cui Nikita Chruščëv al Cremlino. Era noto anche per le sue fotografie in bianco e nero a diversi musicisti jazz tra cui John Coltrane. Furono queste fotografie a impressionare i Beatles e il loro il manager Brian Epstein, che lo portarono a collaborare con la band nell'agosto del 1963. Fu inoltre incaricato di curare il calendario Pirelli per l'anno 1964.
Dal 1963 al 1966 lavorò più volte con i Beatles, creando diverse copertine degli album pubblicati con l'etichetta Parlophone nel Regno Unito, tra cui With the Beatles, Beatles for Sale, Help! e Rubber Soul e anche diverse copertine di altri album per la Capitol Records negli Stati Uniti e per varie altre etichette in altri paesi. Collaborò inoltre alla realizzazione dei primi due film dei Beatles, creando anche alcune delle grafiche e delle fotografie esposte sui poster e sui materiali promozionali delle pellicole.
Fu il regista del film cult The Touchables nel 1968, interpretato da Judy Huxtable e David Anthony e con le musiche dei Nirvana.